# صامويل موتوسامي
صامويل موتوسامي (بالفرنسية: Samuel Moutoussamy)‏ (12 أغسطس 1996 بباريس في فرنسا - ) هو لاعب كرة قدم فرنسي في مركز الوسط. لعب مع أولمبيك ليون.

## روابط خارجية
- صامويل موتوسامي على موقع الاتحاد الأوربي (الإنجليزية)
- صامويل موتوسامي على موقع رابطة كرة القدم الفرنسية للمحترفين (الإنجليزية)
- صامويل موتوسامي على موقع قاعدة بيانات كرة القدم.إي يو (الإنجليزية)
- صامويل موتوسامي على موقع ليكيب (الفرنسية)
- صامويل موتوسامي على موقع ناشيونال فوتبول تيمز (الإنجليزية)
- صامويل موتوسامي على موقع Soccerway.com (الإنجليزية)